# Immeuble Bridge
L'immeuble Bridge est un bâtiment de grande hauteur de bureaux situé dans le quartier d'affaires du Val de Seine près de Paris, en France (précisément à Issy-les-Moulineaux). Inauguré le 18 mars 2021 par André Santini, le bâtiment mesure 36,90 mètres de haut.
Il accueille le siège mondial de l'entreprise Orange.